# Волкова, Анна Алексеевна
Анна Алексеевна Волкова (1781—1834) — русская поэтесса.

## Биография
Родилась в Петербурге в семье статского советника Алексея Степановича Волкова, видного русского дипломата. С детства обладала живым воображением, хорошей памятью и рано начала писать стихи. Ее первое стихотворение — «Весна» — было напечатано в журнале «Новые ежемесячные сочинения» еще в 1794 году. Ее дебют заметили в литературных кругах. В ее стихотворениях 1790-х годов присутствуют не только традиционные пейзажи, не только прославляется добродетель и уединение, но есть конкретные зарисовки русской деревни.
На талант А. А. Волковой обратил внимание император Павел I, оказавший ей покровительство. А. А. Волкова написала оду на коронацию Павла I.
Отец А. А. Волковой ослеп за десять лет до своей кончины в 1806 году, и А. А. Волкова отказалась от замужества, чтобы за ним ухаживать. После смерти отца А. А. Волкова, ее мать и сестра оказались в затруднительном положении, и помощь им оказал А. С. Шишков, который издал по подписке со своим предисловием сборник «Стихотворения девицы Волковой» (СПб, 1807). В сборнике преобладали чувствительные описания природы и прославление добродетели. Среди подписчиков значились Г. Р. Державин, его вторая супруга Д. А. Державина и Е. С. Урусова.
В 1811 году А. А. Волкова стала почетным членом Беседы любителей русского слова. В «Стихах к Беседе любителей русского слова» она критикует масонские ложи, закрытые для женщин, и хвалит Беседу за то, что это общество открыто для женщин. А. А. Волкова принимала активное участие в работе Беседы.
В сентябре 1816 года А. А. Волкова стала почетным членом Вольного общества любителей российской словесности. Ее сочинения были прочитаны на нескольких заседаниях общества.
Последние годы А. А. Волкова провела в уединении. Она похоронена на Волковском кладбище в Санкт-Петербурге.

## Издания
1. «Стихотворения девицы Волковой». — Санкт-Петербург, 1807.
2. «Утренняя беседа слепого старца с своею дочерью». — Санкт-Петербург, 1824.